# ألبيرتين مورين-لابريك
ألبيرتين مورين-لابريك (بالإنجليزية: Albertine Morin-Labrecque)‏‏ (8 يونيو 1886 في مونتريال - 25 سبتمبر 1957 في مونتريال) ملحنة، ومصممة رقص، وعازفة بيانو، ومغنية، ومغنية أوبرا، ومعلمة موسيقى من كندا.